# 洛格罗尼奥省
洛格罗尼奥省（西班牙語：Provincia de Logroño）是西班牙的一个历史省份，现在是拉里奥哈单省自治区。

## 历史
早在西班牙立宪革命三年时期，自由派就提议设立拉里奥哈省，然而议案被费尔南多七世宣布无效。哈维尔·德·布尔戈斯在1833年西班牙行政区划分时正式设立洛格罗尼奥省，省会为洛格罗尼奥，属于旧卡斯蒂利亚历史地区的一部分。
西班牙民主转型后的1980年，拉里奥哈自治法获得通过，洛格罗尼奥省变更为拉里奥哈单省自治区。

## 图集

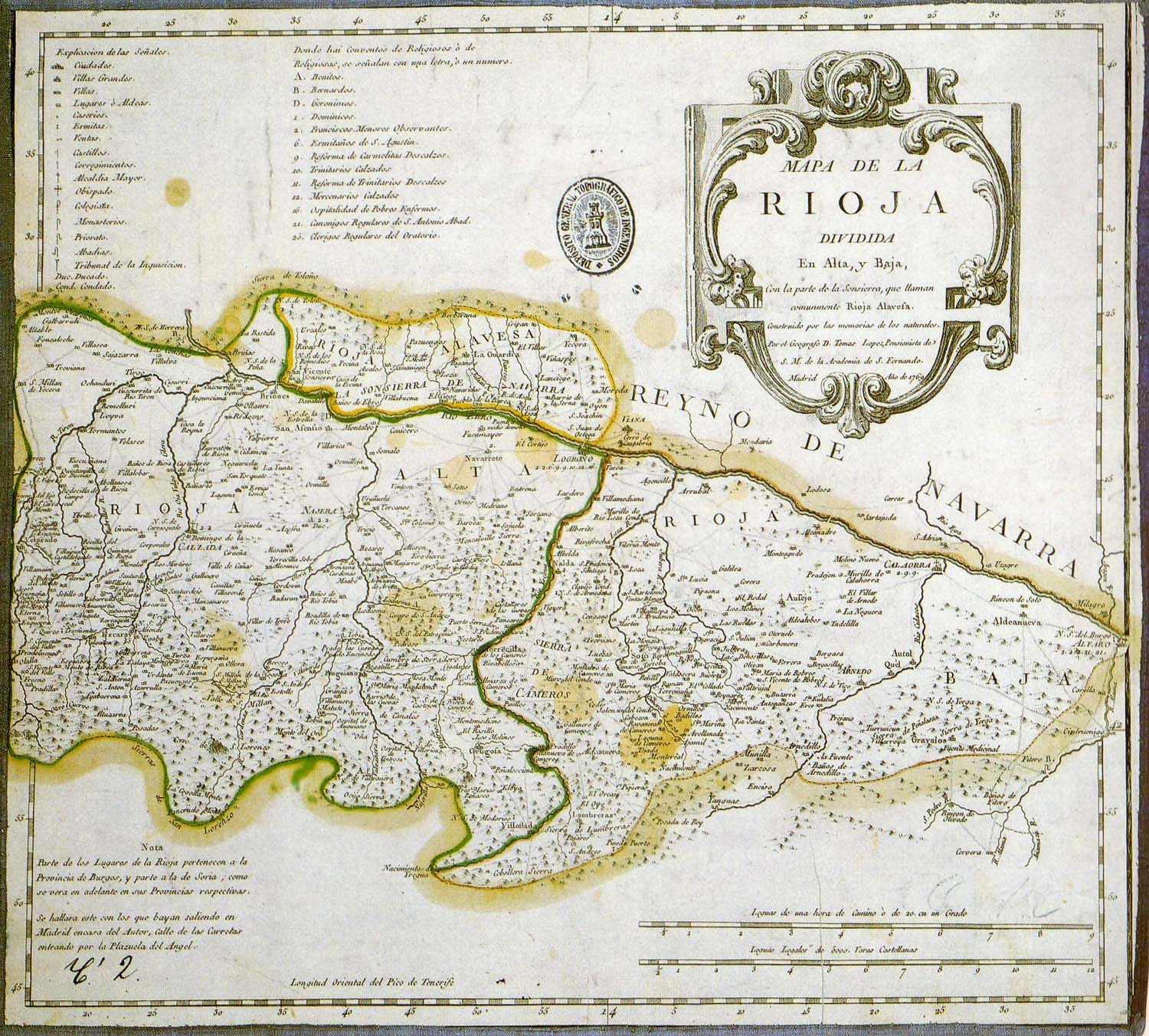
1769年地图
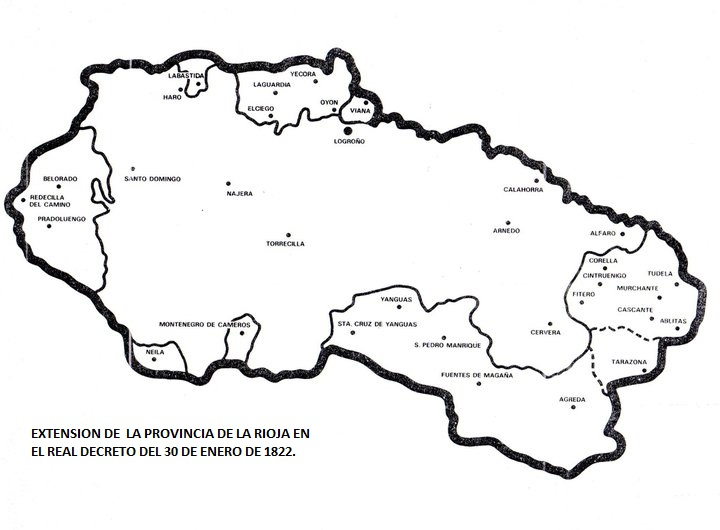
1822年地图
洛格罗尼奥在西班牙的位置